# Фибриларен белтък
Фибриларните белтъци са основен строителен материал на живата тъкан, например кератин в кожата, космите, рогата, ноктите; колаген в сухожилията; миозин в мускулите. друг пример е фиброина.
Тези белтъци са неразтворими във вода и имат нишковидна структура на молекулата. Основната им роля е защитна и поддържаща. Обикновено фибриларните белтъци изграждат съединителната тъкан, сухожилията, остеона и мускулните фибрили. Правени са опити за изкуствена синтеза на фибриларни белтъци.